# Gerlant van Berlaer
Professor Gerlant van Berlaer (1968) is een kinderspoedarts
en rampenarts aan het UZ Brussel, hij doceert spoed- en rampengeneeskunde en maak deel uit van het B-FAST-team.

## Opleiding
van Berlaer genoot zijn basisopleiding Geneeskunde, de daarna volgende specialisaties tot kinderarts, spoedarts en intensivist, en zijn doctoraat in de Rampengeneeskunde aan de Vrije Universiteit Brussel.

## Onderzoek
Sinds zijn missie in Banda Aceh, Indonesië heeft van Berlaer gemerkt dat de samenstelling van medische hulppakketten niet overeenkomt met de noden. Sinds dat moment verzamelt hij gedetailleerde data op iedere missie zodat bij toekomstige rampen hulpverleners beter voorbereid zijn en de correcte set medicijnen in de juiste hoeveelheid meehebben. Met zijn team schreef hij daarrond verschillende papers en aanbevelingen voor zowel B-FAST als de WHO.

## Hummanitaire missies
- januari 2005: Banda Aceh, Indonesië na de aardbeving met tsunami van 26 december 2004[3]
- januari 2009: Gaza, Palestina evacuatie gewonde kinderen tijdens bombardementen van Israël[4]
- 2010: Haïti na een zware aardbeving[5]
- 2012: Congo Brazzaville na een explosie in een munitiefabriek[5]
- 2013: Tacloban Filipijnen slachtoffers van Tyfoon Haiyan[5]
- 2015: Syrië tijdens de burgeroorlog[5]
- februari 2023: Kırıkhan, Turkije na de aardbeving in Turkije en Syrië op 6 februari 2023. Het belgische B-FAST-team richtte er een veldhospitaal op.[6]

## Erkenning
- In 2021 won hij een SPX Award voor zijn onderzoek naar pijnbestrijding door gebruik te maken van VR-brillen in de spoeddienst.[7][8]

## Politiek
Van Berlaer was actief binnen sp.a. Sinds 2013 is hij gemeenteraadslid in Grimbergen. Anno 2024 zetelt hij nog steeds in de Grimbergse gemeenteraad. Daarnaast stond hij ook op de sp.a-lijst voor:
- Vlaamse verkiezingen 2009
- Vlaamse verkiezingen 2014
- Belgische federale verkiezingen 2007
- Belgische federale verkiezingen 2010
- Belgische federale verkiezingen 2019

- ORCID: 0000-0003-3674-9083